# 한신 버스 츠카구치 영업소

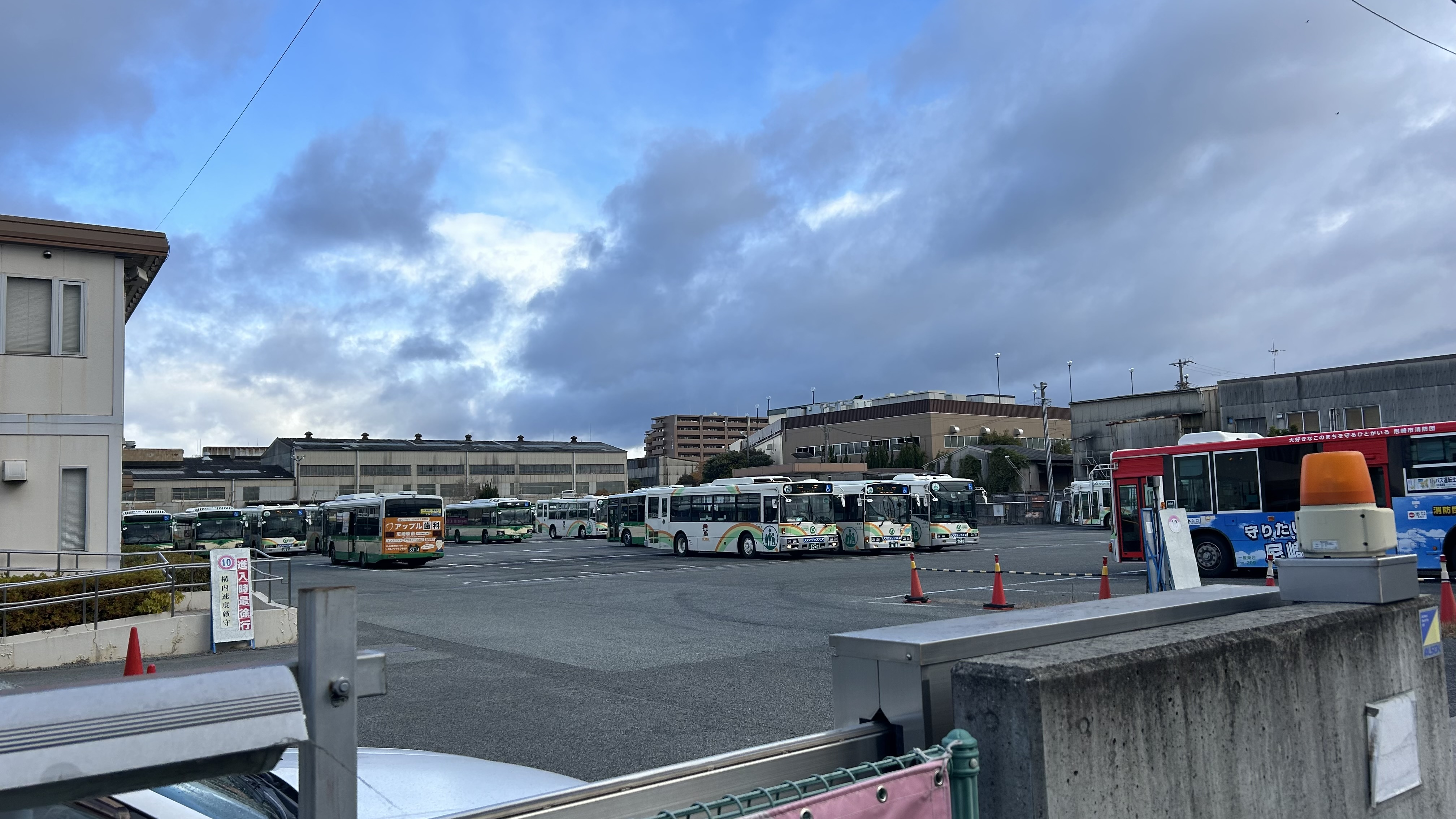
츠카구치 영업소

한신 버스 츠카구치 영업소(일본어: 阪神バス塚口営業所)는 효고현 아마가사키시 히가시 츠카구치초 2초메에 있는 한신 버스 영업소이다.
가장 가까운 정류장은 '츠카구치 영업소 앞'이다.
또한, 아마가사키 교통사업진흥의 본사・차고지가 가깝다.

## 개요
시작은 아마가사키시 교통국 츠카구치 영업소로 1958년(쇼와 33년) 9월 1일에 구스치 영업소로 설치, 1970년(쇼와 45년) 1월 1일자로 츠카구치 영업소로 개칭되었다.

## 운행 노선

### 12번

#### 정류장 목록
한큐 츠카구치-아마가사키 북쪽 경찰서-피콜로 극장-JR 쓰카구치-가미사카베-나코지-치카마쓰 공원-시로노호리-시모사카베-츠기야 2초메-시오에키타구치-시오에-JR 아마가사키-오다미나미 평생학습플라자 앞-공업고등학교-조코지니시-조코지-쿠이세단지-쿠이세-한신쿠이세.
운행 형태

### 13번

#### 정류장 목록
한큐 츠카구치-미나미츠카구치초 1초메-미나미츠카구치초 7초메-신조게바시-오하마니시구치-조게수도청 앞-아마가사키 종합의료센터-히가시나니와초 3초메-히가시나니와초 4초메-쇼와도로-한신아마가사키.
운행 형태

### 13-2번
- 자세한 내용은 아마가사키 교통사업 진흥로

### 14번

#### 정류장 목록
한큐 츠카구치-미나미츠카구치초 1초메-소노다학원여자대학-우에노시마-쿠리야마초 2초메-다치바나초 3초메-법원-다치바나초 2초메-JR다치바나-하마우라초-나나츠마츠 초등학교-시청-니시나니와키타-니시나니와나카나카-니시나니와미나미-쇼와도오리 8초메-타케야 초등학교-한신데야시키.
운행 형태

### 15번
- 자세한 내용은 무코 영업소로

### 30번

#### 정류장 목록
한큐 츠카구치-다치바나키타 평생학습플라자 앞-츠카구치 초등학교-아마가사키키타 초등학교-히가시토마츠-우에노시마-쿠리야마쵸 2초메-다치바나초 3초메-법원-다치바나초 2초메-JR다치바나-하마우라초-하마다 초등학교-미나미 경찰서 서분청사-수토쿠인-코토우라지나-아마가사키 경정장-한신 센터 수영장-리서치 코어 앞-도이-나카하마-야하타바시-오오하마 1초메-모토하마-모토하마초 2초메-모토하마초 3초메-무코가와-무코가와초 3초메-모토하마초 2초메.
운행 형태

### 48-2번
- 자세한 내용은 무코 영업소로

### 50번

#### 정류장 목록
JR 아마가사키-나가스혼도오리-킨라쿠지-니시나가스혼도오리 2초메-나미스바시-히가시나니와초 3초메-아마가사키 종합의료센터-조게 수도청 앞-타치바나 공원-시청-나나마츠초 3초메-나나마츠초 2초메-JR타치바나-하마우라쵸-지역종합센터 이마키타 -이마키타 - 산재병원 - 이나바소 4초메 - 이나바소 2초메 - 이나바소 1초메 - 니시오시마 - 오시마 1초메 - 오시마 2초메 - 오시마 3초메 - 오쇼니시 - 오쇼 초등학교 - 코토우라 신사 - 요모가와 공원-타케야 초등학교-한신데야시키.
운행 형태

### 50-2번

#### 정류장 목록
한신쿠이세-쿠이세-쿠이세단지-조코지-조코지니시-공업고등학교-나가스혼도리-JR 아마가사키-나가스혼도오리-킨라쿠지-니시나가스혼도오리 2초메-나미스바시-히가시나니와초 3초메-아마가사키 종합의료센터-조게 수도청 앞-타치바나 공원-시청-나나마츠초 3초메-나나마츠초 2초메-JR타치바나-하마우라쵸-지역종합센터 이마키타 -이마키타 - 산재병원 - 이나바소 4초메 - 이나바소 2초메 - 이나바소 1초메 - 니시오시마 - 오시마 1초메 - 오시마 2초메 - 오시마 3초메 - 오쇼니시 - 오쇼 초등학교 - 코토우라 신사 - 요모가와 공원-타케야 초등학교-한신데야시키.
운행 형태

### 50-3번

#### 정류장 목록
JR 아마가사키-나가스혼도오리-킨라쿠지-니시나가스혼도오리 2초메-나미스바시-히가시나니와초 3초메-아마가사키 종합의료센터-아마가사키 종합의료센터 정문 앞.
운행 형태

### 50-4번

#### 정류장 목록
JR 아마가사키-나가스혼도오리-킨라쿠지-니시나가스혼도오리 2초메-나미스바시-히가시나니와초 3초메-아마가사키 종합의료센터-조게 수도청 앞-타치바나 공원-시청-나나마츠초 3초메-나나마츠초 2초메-JR타치바나-하마우라쵸-지역종합센터 이마키타 -이마키타 - 산재병원 - 이나바소 4초메 - 이나바소 2초메 - 이나바소 1초메 - 니시오시마 - 오시마 1초메 - 오시마 2초메 - 오시마 3초메 - 오쇼니시 - 마쓰우치쵸-무코가와초 3초메-무코가와.
운행 형태

### 51번

#### 정류장 목록
JR 아마가사키-나가스혼도오리-텐마 신사-사협회관-히가시다이모츠초 1초메-오다미나미 공원-쿠이세미나미신마치 4초메-쿠이세미나미신마치 2초메-한신쿠이세.
운행 형태

### 52번

#### 정류장 목록
JR아마가사키-나가스혼도리-덴마신사-사협회관-히가시다이모쓰초 1초메-한신다이모쓰-히가시혼초 4초메-히가시혼초-마쓰시마초-하쓰시마초-코스모산업단지.
운행 형태

### 55번
- 자세한 내용은 무코 영업소로

### 58번

#### 정류장 목록
한큐 츠카구치-아마가사키 북쪽 경찰서-피콜로 극장-시민건강개발센터-한신수도 앞-쿠쿠치-오하마-아마가사키 동쪽 경찰서 앞-시오에 1초메-JR 아마가사키.
운행 형태

### 60번

#### 정류장 목록
JR다치바나-하마우라초-하마다 초등학교-미나미 경찰서 서분청사-수토쿠인-코토우라지나-아마가사키 경정장-한신 센터 수영장-리서치 코어 앞-도이-나카하마-니치테츠마에-츠루마치-아마가사키 테크노랜드 앞-스에히로쵸.
운행 형태

### 70번

#### 정류장 목록
한신아마가사키-고고바시스지-일본제철 앞-히가시타카스쵸-클린센터-오타카스쵸-히가시카이간쵸-아마가사키항-클린센터 제2공장.
운행 형태

### 85번

#### 정류장 목록
한신데야시키-타카스-도이-나카하마-니치테츠마에-츠루마치-아마가사키 테크노랜드 앞-스에히로쵸.
운행 형태

### 90번

#### 정류장 목록
모토하마초 2초메-모토하마초 3초메-무코가와-무코가와초 3초메-모토하마초 2초메-모토하마-오하마 1초메-오하마 2초메-쿠보타마에-아마가사키 스포츠의 숲-스에히로초-아마가사키 테크노랜드 앞.
운행 형태

### AD2번

#### 정류장 목록
한큐 츠카구치-미나미츠카구치초 1초메-미나미츠카구치초 7초메-신조게바시-오하마니시구치-조게수도청 앞-아마가사키 종합의료센터-히가시나니와초 3초메-히가시나니와초 4초메-쇼와도로-한신아마가사키-아마가사키 문화센터 앞-현립 아마가사키 고등학교 앞사협회관-히가시다이모쓰초 1초메-한신다이모쓰-히가시혼초 4초메-히가시혼초-마쓰시마초-하쓰시마초-코스모산업단지-아마가사키 드라이브 스쿨 앞.
운행 형태

## 업무
- 영업시간: 9:00 - 17:15